# Georgi (Vorname)
Georgi (bulgarisch Георги, russisch Георгий) ist ein slawischer Vorname.

## Herkunft und Bedeutung
Der Name ist eine Variante von Georg, Näheres siehe dort.

## Bekannte Namensträger
- Georgi Atanassow (1933–2022), bulgarischer Ministerpräsident
- Georgi Dimitroff (1882–1949), bulgarischer Ministerpräsident
- Georgi Ketojew (* 1985), russischer Ringer
- Georgi Markow (1929–1978), bulgarischer Schriftsteller, Theaterautor und Dissident
- Georgi Milanow (* 1992), bulgarischer Fußballspieler
- Georgi Muschel (1909–1989), russischer Komponist
- Georgi Parwanow (* 1957), bulgarischer Staatspräsident
- Georgi Sawa Rakowski (1821–1867), bulgarischer Revolutionär
- Georgi Schukow (1896–1974), sowjetischer Marschall und Verteidigungsminister
- Georgi Swiridow (1915–1998), russischer Komponist